# 地球聯邦
地球聯邦是在不少科幻小說、科幻動畫中出現的虛構國家，它將地球以往的所有主權國家統一，其概念常來自聯合國延伸。某些作品中，地球聯邦能夠支配太空殖民地、整個太陽系，以至太陽系外行星。

## 曾出現地球聯邦的作品
- 機動戰士GUNDAM系列
- 星艦戰將[1]
- （地球联合政府）
- 宇宙戰艦大和號
- 太陽之牙
- 銀河少女警察系列
- 機甲戰記威龍
- 超级机器人大战OG系列
- 張草的滅亡三部曲（《北京滅亡》、《諸神滅亡》、《明日滅亡》）
- 乃出個未來
- 最高指挥官
- 銀河英雄傳說（前史）
- SCP基金会（4K系列）
- Stellaris
- 司命書 命書卷柒

## 類似的名稱
- 地球聯合（機動戰士GUNDAM SEED、ALDNOAH.ZERO）
- 統合政府（超時空要塞系列）
- 地球-月球聯合（谷甲州小說“航空宇宙軍史”）
- 地球政府（裝甲核心2 / 2AA）
- 世界國家（新機動戰記GUNDAM W）
- 羅克薩特主義合眾國聯盟（少女前線）
- 地球聯合國（群星）
- 聯合政府（流浪地球系列电影、《流浪地球》）

## 地球聯邦軍

### GUNDAM系列
由於GUNDAM系列有數個獨立世界觀的故事，因此地球聯邦的定義也各有不同。

#### UC紀元
出現於《機動戰士GUNDAM》系列。地球聯邦的軍事部門，將地球圈所有太空殖民地置於管轄之下，在政治上立場多偏向維護地球居民的權力，也有被主張地球至上主義的迪坦斯掌握實權的例子出現（見《機動戰士Z GUNDAM》）。在系列中登場的所有勢力當中具有最大的規模，也是存續最久的。但是另一方面，系列各作品中也常將聯邦軍描寫為官僚主義與姑息主義橫行的組織。從初代《機動戰士GUNDAM》開始，到《機動戰士V GUNDAM》的時代以至更晚期的《GAIA GEAR》都存在著，在《G-Saviour》的世界當中崩壞。高達作品中的地球聯邦軍英文稱呼有數種不同的存在。「聯邦」一詞在曾經出現「Union」、「Federal State」、「Federation」等稱呼。後來在《機動戰士GUNDAM 0080 口袋裡的戰爭》當中正式的寫出了U.N.T. SPACY聯合國宇宙軍這樣的稱呼（其中U.N.T.代表United Nation Troops）。但是在1999年Perfect Grade（1:60大型GUNPLA系列）發售時BANDAI將地球聯邦的英文稱呼再改成了「Earth Federation」，而當時的PG版RX-78-2 高達肩上的地球聯邦宇宙軍標誌變成了「EFSF」（Earth Federation Space Force）。變更的理由是因為UNT SPACY一詞在美國已經被《超時空要塞 MACROSS》的代理商登記而不能再次登記或使用。在地球聯邦軍定名為EFSF之後，原有的UNT SPACY被改成了（Under Normal Tactical SPecial Assortment Construction Yard），即「非通常戰術特別分類建造廠」。而地球聯邦陸軍則稱為「EFGF」（Earth Federation Ground Force）。

#### CE紀元
出現於《機動戰士GUNDAM SEED》系列。正式組織名為「地球聯合」（O.M.N.I.，全寫Oppose Militancy and Neutralize Invasion）。其中大西洋聯邦、歐亞聯邦、東亞共和國為三大成員國，三大國過去亦為出資興建P.L.A.N.T.的理事國兼宗主國。不過，實際上的領導和發言權落在國力最強大的大西洋聯邦上，然而大西洋聯邦政界多倚靠軍需產業支持，使得軍需產業中心人物對大西洋聯邦有著絕大影響力，進而干涉地球聯合內部的決策。而大西洋聯邦同時也是反調整者、「藍色宇宙」思想最強烈，主張對P.L.A.N.T.強硬的主戰派國家。基本上，地球聯合是以針對P.L.A.N.T.為目的，繼承了聯合國作用的國際聯合組織，各國仍保有著各自的領土、政府、主權與獨立性，政治上並未一元化。

#### AD紀元
出現於《機動戰士GUNDAM 00》系列。地球聯邦（Earth Sphere Federation）為Union、人革聯與AEU三大陣營為了應對天上人的武力介入所統合之單一國際性軍隊，在與天上人的大戰後，聯合國正式更名為地球聯邦，並在得到所有參加國的同意與支持下解散各國軍隊，整編並成立地球聯邦和平維持軍，簡稱「維和部隊」或「地球聯邦軍」，成為全世界唯一的軍隊，全世界除了中東地區的少數國家外皆已加入地球聯邦。

### 銀河英雄傳說
在《銀河英雄傳說》中出現的地球聯邦軍於原作中只出現在史料記載上。原本是地球結束了各國之間的世界大戰後開始拓展宇宙殖民事業的護衛隊，但是隨著作品內時間的推移，軍隊腐敗以及地球至上主義對殖民地的壓榨，各星域團結到天狼星的反抗軍下對地球聯邦軍展開了對抗戰，其結果是地球聯邦軍全軍覆沒以及地球在戰火中成為了一顆荒涼的邊境型星。原作中在西元2801年結束了以地球跟太陽系為人類政治中心的政權，同時也宣告地球聯邦跟地球聯邦軍徹底瓦解。

### 流浪地球
出現於《流浪地球系列電影》，因太阳急速老化，三百年后太阳系将不复存在，導致联合国改组为联合政府（UEG），并開啟了流浪地球計劃（The Wandering Earth Project，即「方舟計劃（後來改名領航者計劃）」、「逐月計劃」和「移山計劃」）。